# Oakleigh Garden Historic District
Der Oakleigh Garden Historic District ist ein historischer Distrikt in Mobile im US-Bundesstaat Alabama. Er wurde am 13. April 1972 als Historic District in das National Register of Historic Places aufgenommen. Ursprünglich bedeckte er das Gebiet um den Washington Square und wurde von den Straßen Government, Marine, Texas, and Ann Street begrenzt. Am 30. Januar 1991 wurden die Grenzen ausgedehnt, so dass heute die Rapier Avenue, Selma, Broad, and Texas Street die Grenzen bilden. Die Gesamtfläche des Distrikts beträgt 5,88 km² (1,453 acres) und enthält 288 Bauwerke. Die Baudaten der Gebäude reicht von den 20er Jahren des 19. Jahrhunderts bis in die 1940er Jahre, wobei die Architektur hauptsächlich dem 19. Jahrhundert entspricht.

## Bildergalerie
Die folgenden Bilder geben eine Übersicht über die Architektur des Oakleigh Garden Historic District.

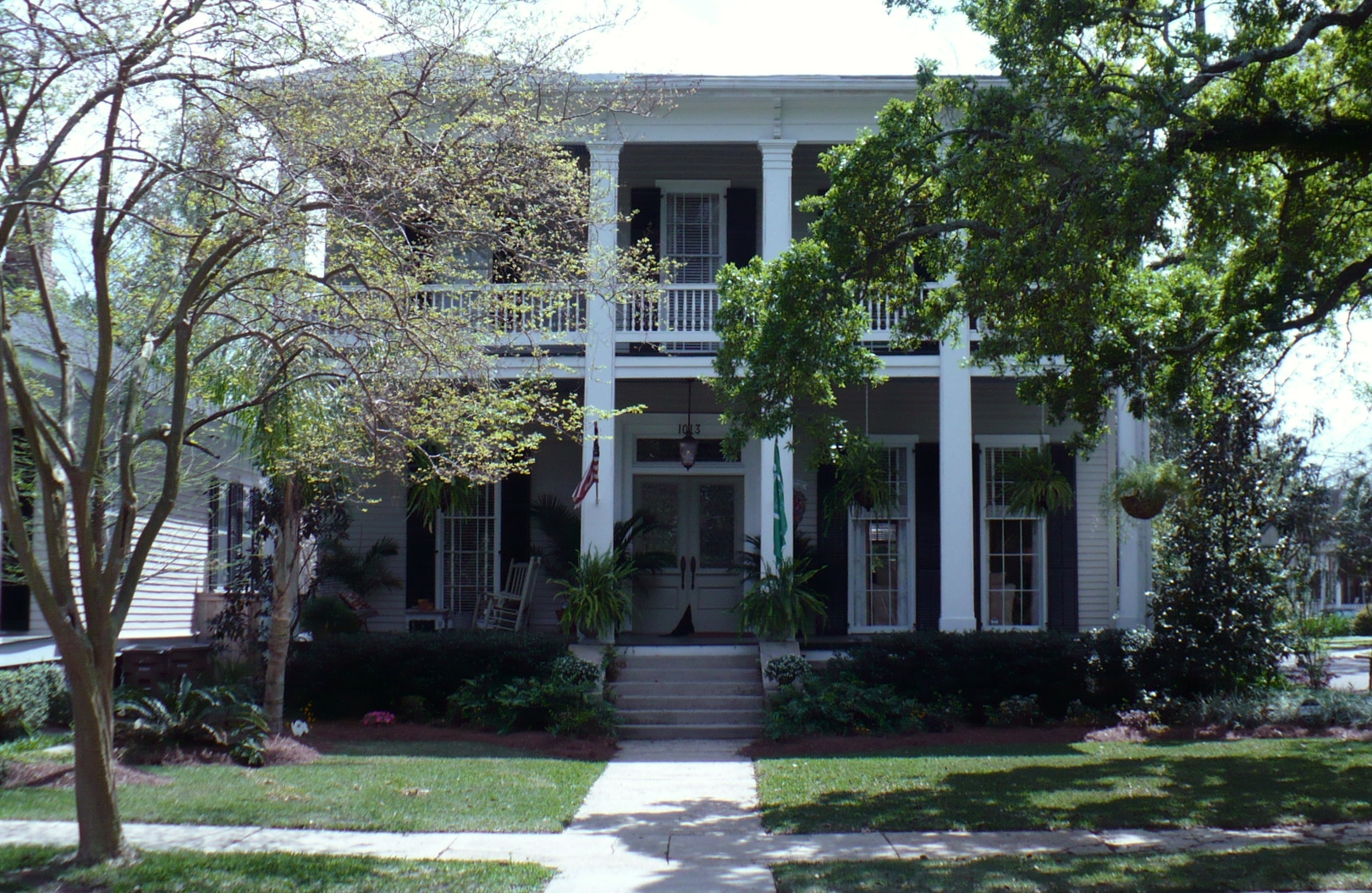
1013 Augusta Street
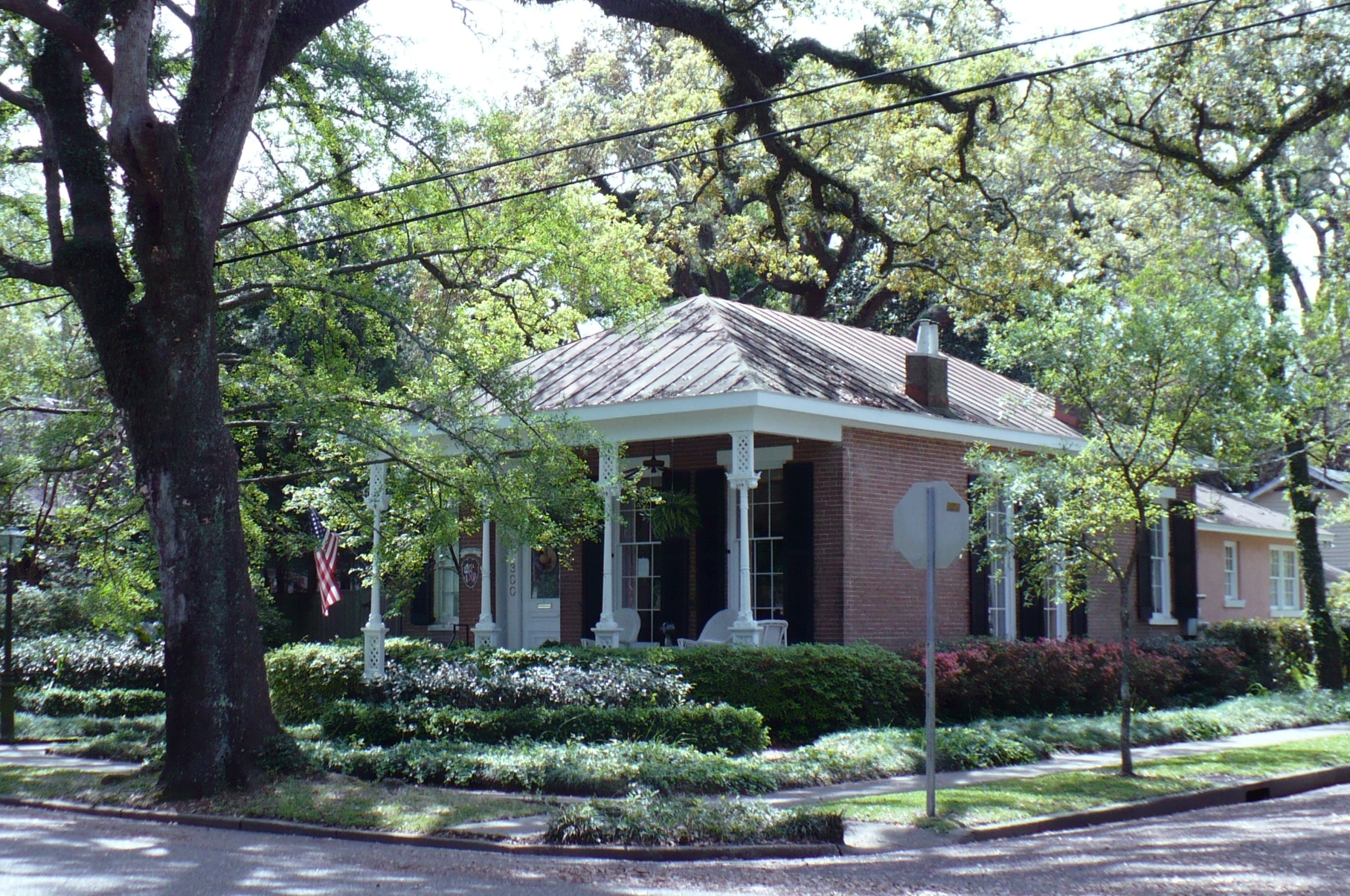
300 Chatham Street
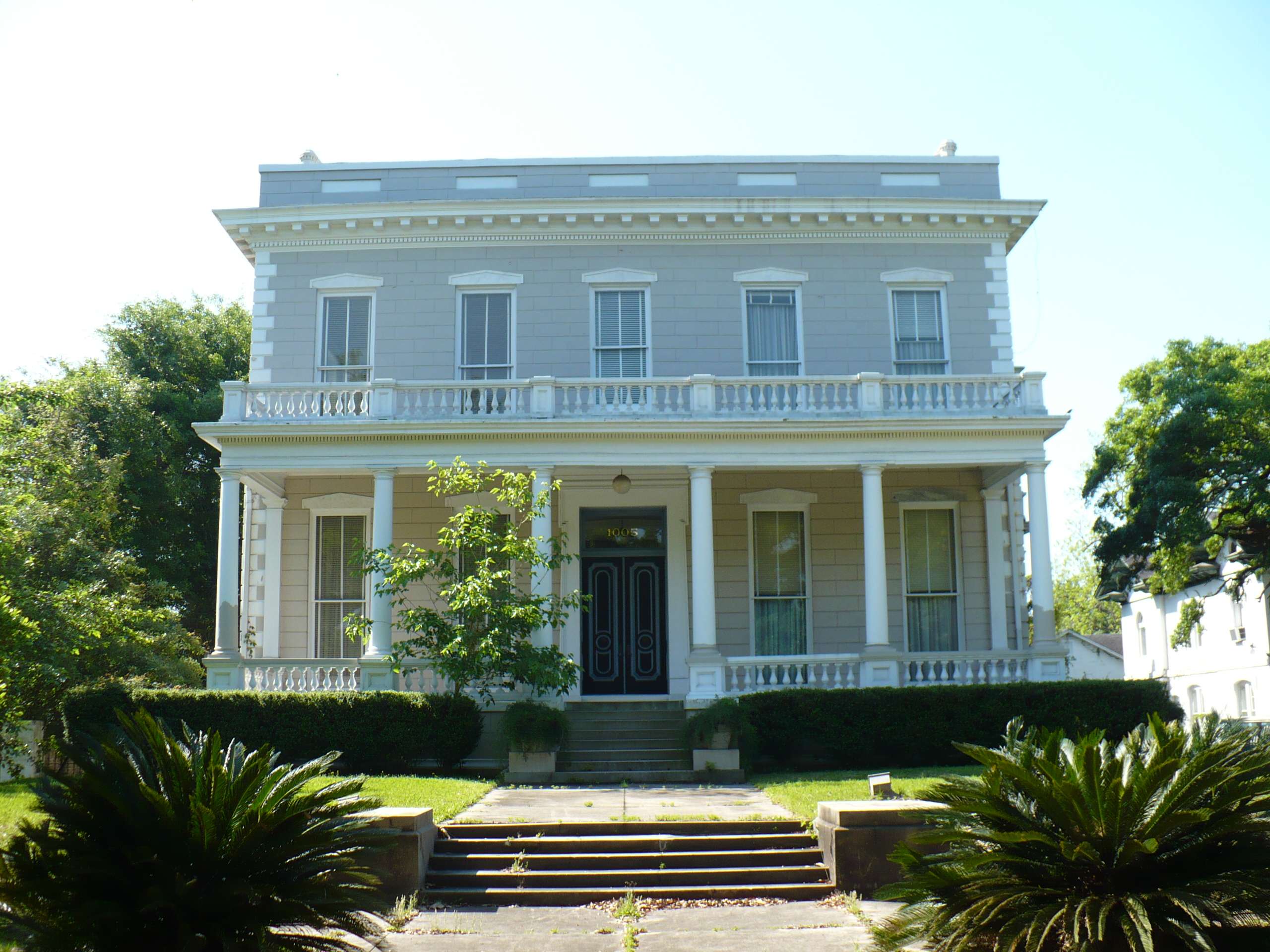
1005 Government Street
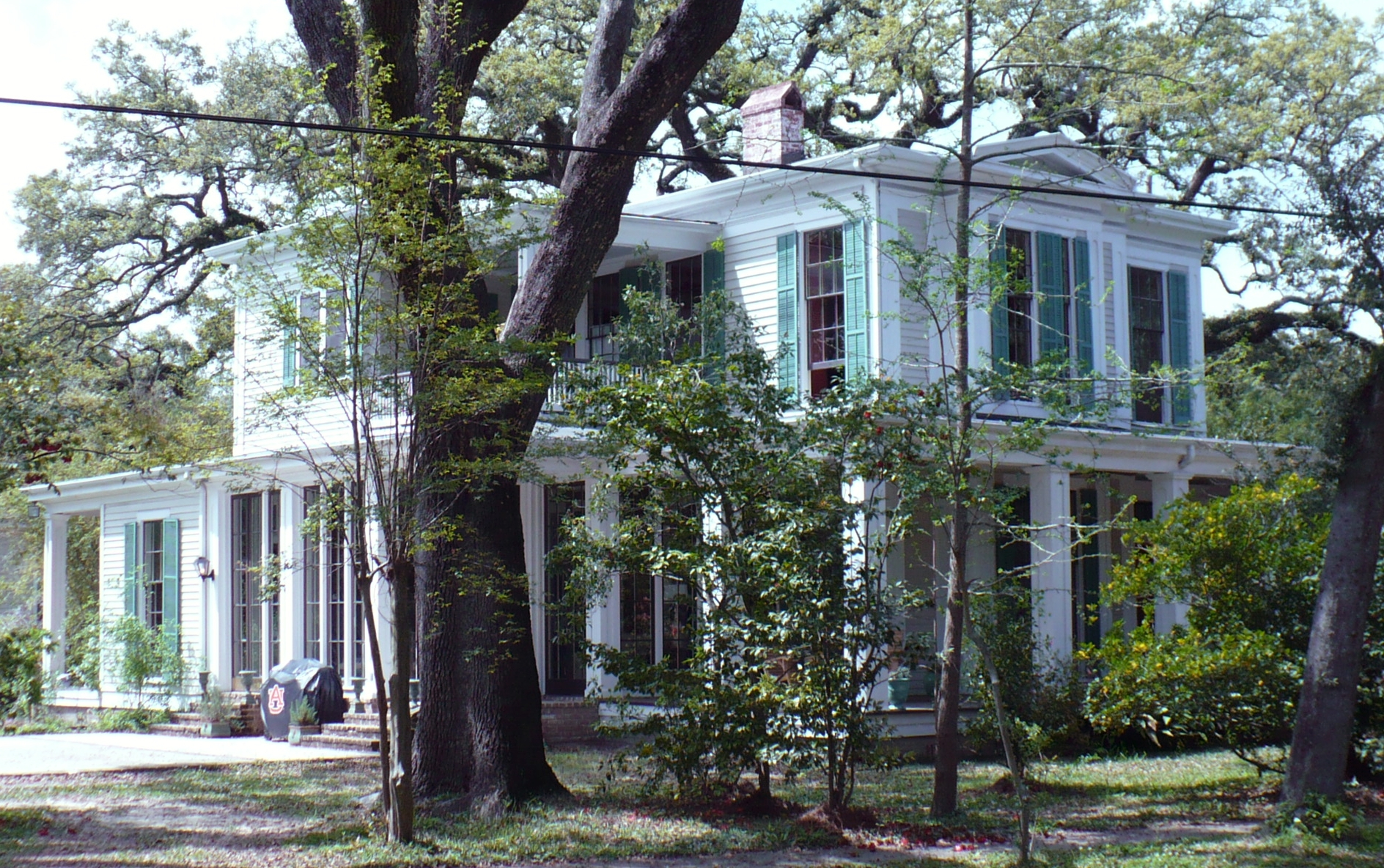
250 Chatham Street
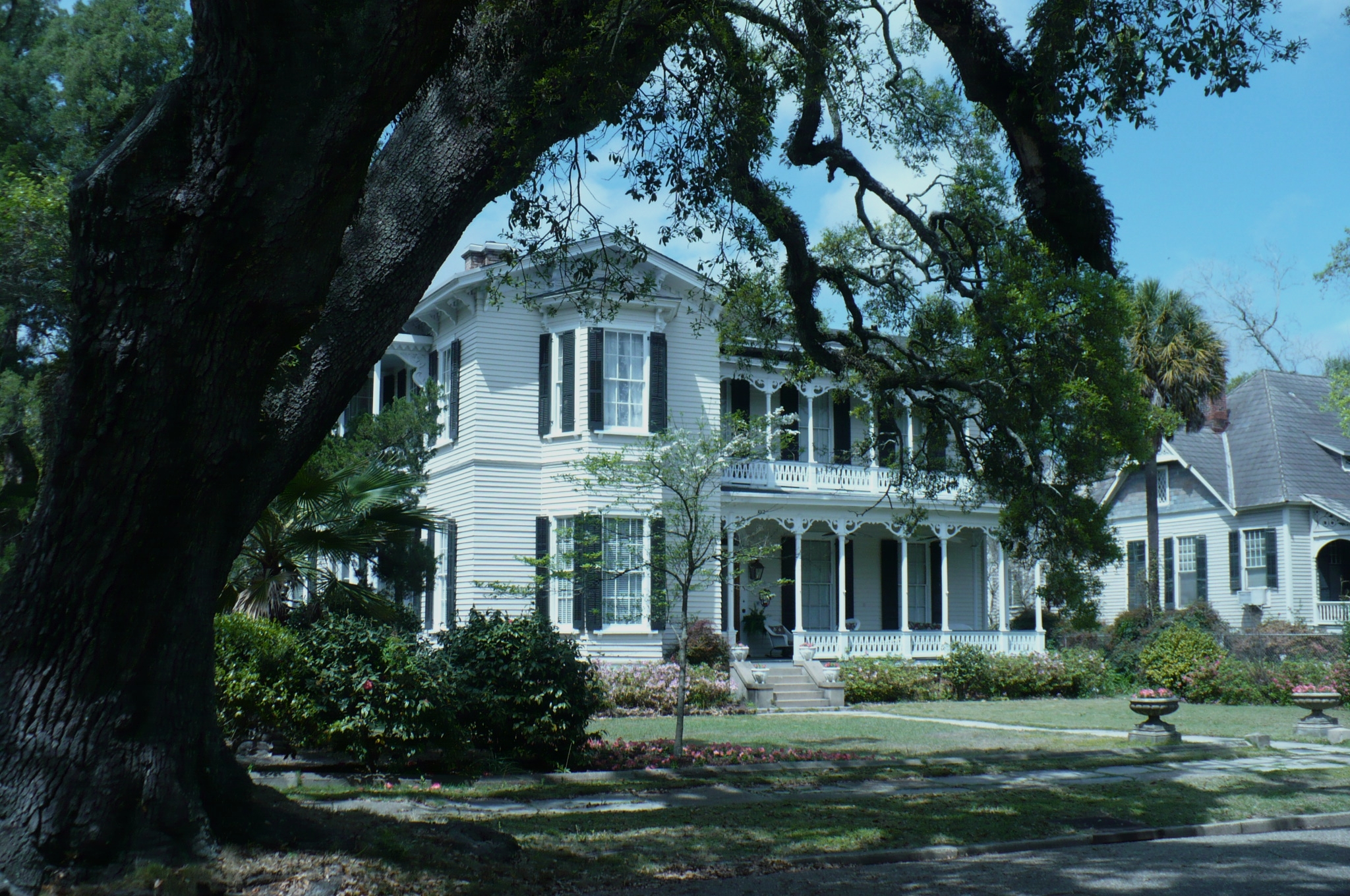
1012 Palmetto Street